# Juan Merino
Juan Merino Ruiz (La Línea de la Concepción, 24 agosto 1970) è un allenatore di calcio, dirigente sportivo ed ex calciatore spagnolo, di ruolo difensore.